# 秋月龍珉
秋月 龍珉（あきづき りょうみん、1921年10月1日 - 1999年9月13日）は、日本の仏教学者、倫理学者。埼玉医科大学名誉教授。成城大学講師。

## 経歴
宮崎県宮崎市出身。東京帝国大学文学部哲学科卒。居士身（在家）で禅の修行を行い、50歳を過ぎた1972年に臨済宗妙心寺派の僧籍に入る。臨済正宗『真人会』師家、埼玉医科大学教授、花園大学教授、雑誌『大乗禅』主幹を務めた。

## 著書
- 『公案 実践的禅入門』（筑摩書房、新書グリーンベルト） 1965、ちくま文庫 1987、ちくま学芸文庫 2009
- 『禅学ノート』（教育新潮社、昭和仏教全集） 1967
- 『禅門の異流 語録<盤珪> 驢鞍橋<正三> 詩集<良寛> 狂雲集<一休>』（筑摩書房、日本の仏教） 1967、筑摩叢書 1992、講談社学術文庫 2024
- 『鈴木大拙の言葉と思想』（講談社現代新書） 1967、のち改題『鈴木大拙』（講談社学術文庫） 2004
  - 『世界の禅者 鈴木大拙の生涯』（岩波書店、同時代ライブラリー） 1992.11 - 著者宛ての書簡も収録
- 『道元入門 生の充実を求めるために』（講談社現代新書） 1970
- 『初めに大悲あり 人間を生かす禅』（講談社） 1970
- 『禅と人生』（雪華社） 1970
- 『鈴木禅学と西田哲学』（春秋社） 1971
- 『禅入門』（潮文社） 1972
- 『禅と人生』（雪華社） 1973
- 『坐禅に生きる 加藤耕山老師随聞記 』（柏樹社、柏樹新書） 1973
- 『禅問答 公案絵物語』（潮文社） 1975
- 『禅の探求 生と死と宇宙の根本を考える』（産報、サンポウ・ブックス） 1976
- 『坐禅のすすめ』（渓声社） 1976.12
- 『一日一禅』上・下（講談社現代新書） 1977.3、講談社学術文庫 2003
- 『在家禅のすすめ』（廣済堂ブックス） 1980.6、廣済堂文庫 1991
- 『禅のことば』（講談社現代新書） 1981.9
- 『禅の人 私の出会った人生の師たち』（筑摩書房） 1982.4
- 『禅と人生 続』（雪華社） 1982.4
- 『入門禅の読み方 日常語で語る禅のこころと生きる知恵』（日本実業出版社） 1982.5
- 『「正法眼蔵」を読む 現代を生き抜く一二〇の知恵』（PHP研究所） 1982.11、PHP文庫 1985
- 『牛牧いの詩 秋月龍珉禅論集1』（雪華社） 1983.2
- 『禅式健康法のすすめ 病気にならない体をつくる』（PHP研究所） 1983.6
- 『新撰禅語入門 禅問答で説く人生の知恵』（PHP研究所） 1983.7
- 『「正法眼蔵」の知恵100 道元に学ぶ禅の極意』（PHP研究所） 1984.4、のち改題『続 「正法眼蔵」を読む』（PHP文庫） 1990
- 『道元禅師の『典座教訓』を読む』（大法輪閣） 1985.9、ちくま学芸文庫 2015.9
- 『白隠禅師』（講談社現代新書） 1985.10、河出文庫 2013
- 『「正法眼蔵」の奥義』（PHP研究所） 1985.10
- 『「正法眼蔵随聞記」を読む 道元の思想と生涯』（PHP研究所） 1986.10
- 『禅がわかる本』（廣済堂文庫） 1987.1
- 『般若心経の知慧 自我の酔いから救い出す「空」の教え』（永岡書店、ビジネス選書） 1988.5、PHP文庫 1995
- 『新大乗 仏教のポスト-モダン 』（鈴木出版） 1988.6
- 『「新大乗」の旗のもとに』（東方出版） 1988.7
- 『道元百言百話 開祖のこころと素顔』（PHP研究所） 1989.11
- 『十牛図・坐禅儀 禅宗四部録 上』（春秋社、禅宗古典選 ） 1989.10
- 『信心銘・証道歌 禅宗四部録 下』（春秋社、禅宗古典選） 1991.6
- 『無門関を読む 口語で読む禅の古典』（PHP研究所） 1990.6、講談社学術文庫 2002
- 『禅仏教とは何か』（法蔵館、法蔵選書） 1990.5、法蔵館文庫 2020.5
- 『日常の禅語』（徳間文庫） 1993.1
- 『誤解だらけの仏教 「新大乗運動」の一環として』（柏樹社） 1993.9、講談社学術文庫 2006
- 『まっさきに読む「禅」の本 「新大乗」運動の提唱』（勉誠社） 1994.7
- 『現代を生きる仏教』（大蔵出版） 1995.12、平凡社ライブラリー 2001
- 『絶対無と場所 鈴木禅学と西田哲学』（青土社） 1996.12

### 著作集
- 「秋月龍珉著作集」全15巻（三一書房） 1978 - 1980

1. 『現代を生きる禅』
2. 『初めに大悲ありき』
3. 『一休・正三・盤珪・良寛』
4. 『禅百話』
5. 『独掌浪りに鳴らず』
6. 『人類の教師・鈴木大拙』
7. 『鈴木禅学入門』
8. 『鈴木禅学と西田哲学の接点』
9. 『禅の探究』
10. 『禅入門』
11. 『禅問答』
12. 『続 禅問答』
13. 『禅の古典の味わい方』
14. 『禅宗語録 漢文入門』
15. 『坐禅のすすめ』

### 共編著
- 『仏教とキリスト教 滝沢克己との対話を求めて』（八木誠一, 阿部正雄, 本多正昭共著、三一書房） 1981.12
- 『坐禅に生きた古仏耕山 加藤耕山老師随聞記』（柳瀬有禅共著、柏樹社） 1983.2
- 『禅者牧師吉田清太郎 禅とキリスト教の接点に生きる』（平河出版社） 1983.3
- 『禅の心・歴史』（八木誠一、平河出版社、禅ブックス） 1983.11
- 『歴史のイエスを語る キリスト教と仏教の対話のために』（八木誠一、春秋社） 1984.2
- 『「般若心経」を解く 禅とキリスト教の対話』（八木誠一、講談社） 1985.6
- 『キリスト教の誕生』（八木誠一、青土社、徹底討議） 1985.12
- 『禅の修行』（八木誠一、平河出版社、禅ブックス） 1986.3
- 『禅と現代』（八木誠一、平河出版社、禅ブックス） 1986.9
- 『禅と日本文化』（八木誠一、平河出版社、禅ブックス） 1987.5
- 『対談「新大乗」』（鈴木出版） 1989.1 - 仏教学者7名との対論
- 『親鸞とパウロ』（八木誠一、青土社、徹底討議） 1989.1
- 『禅とイエス・キリスト』（八木誠一、青土社、徹底討議） 1989.12
- 『ダンマが露わになるとき 仏教とキリスト教の宗教哲学的対話』（八木誠一、青土社） 1990.10
- 『禅宗語録漢文の読み方』（秋月真人共著、春秋社、禅宗古典選） 1993.7
- 『無心と神の国 宗教における<自然>』（八木誠一、青土社、徹底討議） 1996.5

## 翻訳
- 『趙州禅師語録』（春秋社） 1964
- 『臨済録』（筑摩書房、禅の語録10） 1972、新装版 2016
- 『趙州録』（筑摩書房、禅の語録11） 1972、新装版 2016
- 『禅家語録I 臨済録 趙州録』（柳田聖山, 西谷啓治共編、筑摩書房、世界古典文学全集36A） 1972
- 『禅家語録Ⅱ』（柳田聖山, 西谷啓治共編、筑摩書房、世界古典文学全集36B） 1974